# マシュマロ女子
マシュマロ女子（マシュマロじょし）は、ぶんか社の雑誌『la farfa』による造語。
ただし、実際には『la farfa』が提唱する以前からグラビアアイドル業界で使用されていたことが確認できる。
「日本初の“ぽっちゃり女子”のための本格ファッション誌」をコンセプトとする『la farfa』のVol.4（2013年11月発売）の特集記事が元となり生まれた。『la farfa』におけるマシュマロ女子系コーディネートのモデルには、身長158cm・体重85kgの後藤聖菜が起用されている。マシュマロ女子のBMIの目安は30以上くらいである。
テレビでも2013年12月17日放送のフジテレビ『情報プレゼンター とくダネ!』で、マシュマロ女子が大人気といった特集が組まれた。
2014年12月5日付けのマイナビウーマンニュースによれば、（当該ニュースの発表の時点の）1〜2年前から漫画や雑誌でマシュマロ女子が話題になってきたといった記事が書かれ、女性にとってのマシュマロ女子は、ぽっちゃりしてかわいらしい感じだが、男性にとってのマシュマロ女子は、ちょっとむっちりムッチリした女性らしい女性だとし、ミロのヴィーナスが男性にとっての理想体型であること、笑顔と清潔さが大切であると報じた。
2015年4月、同年9月30日より、4Lサイズ（身長155〜165センチ、バスト110センチ、ウエスト95センチまで対応）のコスプレ衣装、マシュマロガールズシリーズが発売されることが発表された。
類義語に、小学館の雑誌『CanCam』による造語「ぷに子」がある。